# الأناضول جت
الأناضول جت أو أنادولوجيت (بالتركية AnadoluJet) هي شركة طيران إقليمية تركية ومقرها في أنقرة. وهي شركة تابعة مملوكة بالكامل لشركة الخطوط الجوية التركية وتدير رحلات داخلية داخل تركيا وشمال قبرص.
تأسست شركة الطيران في 23 أبريل 2008 كشركة تابعة جديدة للخطوط الجوية التركية. من خلال إنشاء أنادولوجيت، كان يهدف إلى ربط الأناضول ومختلف أجزاء تركاي بأنقرة، وتبسيط الخدمات الإضافية المقدمة لركاب الخطوط الجوية التركية، وتعكس ميزة التكلفة الاقتصادية لأسعار التذاكر. حيث تعتمد على إيصال خدمات الطيران إلى عدد أكبر من السكان وأصبح السفر الجوي أكثر جاذبية.
وفي 4 أيلول / سبتمبر 2008، بدأت شركة الطيران رحلات دولية إلى شمال قبرص تربط هاتاي ومطار إرجان الدولي.
ارتفع عدد الركاب بنسبة 65٪ في أنقرة، وبلغ عامل الحمولة مستوى 85٪. بدء التشغيل الشركة مع 5 طائرات. أسطول الطائرات تكون من 8 طائرات في عامها الأول ووصل إلى 16 طائرة في منتصف عام 2010. أنادولوجيت حاليا لديها 42 وجهة في الأناضول. الأناضول جت هي علامة تجارية فرعية للخطوط الجوية التركية، والرموز المستخدمة لأرقام الطيران مسبوقة مع المعارف التقليدية 7000 وما فوق. مثال: إزمير - رقم الرحلة لأنقرة سيكون TK7005.

## وجهات الطيران
تركيا
- مطار أضنة
- مطار أديامان
- مطار أغري
- مطار أنقرة إسنبوغا
- مطار أنطاليا
- مطار أنطاليا غازيباسا-ألانيا
- مطار بالكيسير مطار كوكا سييت
- مطار باتمان
- مطار بينغول
- مطار بورصة ينيشهر
- مطار جاناكالي
- مطار دنيزلي
- مطار ديار بكر
- مطار ألازغ
- مطار إرزينكان
- مطار ارزوروم
- مطار غازي عنتاب
- مطار هاكاري يوكسكوفا
- مطار هاتاي
- مطار إيغدر
- مطار صبيحة كوكجن الدولي
- مطار أزمير عدنان مندريس
- مطار كهرمانماراس
- مطار كارس هاراكاني
- مطار قيصري
- مطار كوكايلي سينجيز توبيل
- مطار قونية
- مطار مالاتيا
- مطار ماردين
- مطار موجلا ميلاس-بودروم
- مطار موجلا دالامان
- مطار موس
- مطار نيفسهير كابادوكيا
- مطار أوردو-جيريسون
- مطار سامسون
- مطار سيفاس نوري ديميراغ
- مطار شانلي أورفا غاب
- مطار الشرناق
- مطار تكيرداغ كورلو
- مطار طرابزون
- مطار فان فيريت ميلين

 قبرص الشمالية
- مطار إرجان الدولي

## أسطول الطيران
في سنة 2024 تكون أسطول الشركة من الطيارات الأتية:
- ايرباص A320-200
- ايرباص A321neo
- بوينغ 737-800
- ايرباص A321-200
- ايرباص A320neo
- بوينغ B737-8MAX

## اقرأ أيضاً
- الخطوط الجوية التركية
- الخطوط الجوية التركية الرحلة 981
- الخطوط التركية رحلة 1951

## روابط خارجية
- الموقع الرسمي لشركة أناضول جت